# 四川龍屬
四川龍屬是獸腳亞目恐龍的一屬。牠們生存於侏羅紀晚期（牛津階至啟莫里階）的亞洲。牠的外表有點像小型的異特龍，身長約8公尺。化石是四顆難以鑑定的牙齒，發現於沙溪廟組，目前狀態是疑名。一些古生物學家認為四川龍是疑名，原因是雖然那些牙齒很獨特，但其他身體骨骸有可能是屬於其他的屬。

## 發現及物種
四川龍屬有兩個已命名的物種：模式種甘氏四川龍（S. campi）及自貢四川龍（S. zigongensis）。甘氏四川龍是由楊鍾健在1942年所命名，當時根據一些不相關的牙齒。這些牙齒目前被認為無法鑑定，有效性成疑。在1978年，董枝明等人將一個部分身體骨骼（編號 CV 00214）非正式地命名為鹽都四川龍（S. "yandonensis"），當時是個無資格名稱。在1983年，董枝明對這化石進行詳細研究，並編入於甘氏四川龍。這個身體骨骼只經過簡略敘述，無法確定詳細分類。在2004年的一份種系發生學研究，發現四川龍是最基礎的堅尾龍類。這個身體骨骼是種中型獸腳類恐龍，坐骨長42公分；而皮亞尼茲基龍的坐骨長42.3公分，體重估計約504公斤。在2012年，一群科學家將這個標本改編入於上游永川龍。
董枝明等人在1978年命名的劍閣龍（Chienkosaurus ceratosauroides）也被重新歸類於甘氏四川龍，但有些學者則指出劍閣龍其實是一個獨立的屬。在1993年命名的自貢四川龍（S. zigongensis），化石是一個幾乎完整的身體骨骼，生存年代為稍早的侏儸紀中期。由於跟甘氏四川龍有差異，可能需要建立為新屬。在2012年，同一群科學家將自貢四川龍改歸類於永川龍屬。

## 外部連結
- DinoRuss（页面存档备份，存于）
- The Theropod Database
- 恐龍博物館──四川龍